# Фіша (річка)
Фіша (нім. Fischa) — річка Нижньої Австрії. Права притока Дунаю біля міста Фішаменд. Має водозбірний басейн 563 км2.